# Мозковий штурм (фільм, 1983)
«Мозковий штурм» (англ. Brainstorm) — науково-фантастичний фільм режисера Дугласа Трамбалла, прем'єра якого відбулася 30 вересня 1983 року.

## Історія створення
Фільм частково був знятий Дугласом Трамбаллом за розробленою ним на початку 1980-х років технологією Showscan, коли знімання здійснюються на 70-мм плівці зі швидкістю 60 кадрів на секунду. Але у фільмі швидкість кадрів залишена стандартною, 24 кадри на секунду.
Через смерть акторки Наталі Вуд у листопаді 1981 року, з продовженням знімань виникли проблеми, оскільки компанія MGM не бажала продовжувати їх фінансування. Після тривалих переговорів гроші на фільм надав Лондонський Ллойдс. Своєю чергою, Трамбалл переписав сценарій, виключивши персонажа, якого грала Вуд, зі сцен, які залишалось відзняти.

## Сюжет
Американські вчені винайшли шолом, який записує відчуття на магнітну плівку, а інша людина потім може пережити їх. До команди входять чоловік і дружина Майкл і Карен, які мають погані стосунки, а також Ліліан. Вони записують різні заняття, поїздку на коні, спуск водними гірками та інше. За вказівкою генерального директора Алекса Терсона команда демонструє пристрій інвестору, щоб отримати фінансування. Інвестор лишається в захваті та каже, що винахід є революцією в передачі інформації. Потім Алекс проводить демонстрацію для інших інвесторів; вони задоволені. Майкл показує шолом своєму сину Крісу, кажучи, що винахід дозволить завантажувати інформацію прямо в мозок замість відвідувати школу. Доктор Ландан цікавиться шоломом, щоб використати його для прямого керування військовими літаками. Алекс та його інвестори вимагають від Ліліан, щоб вона прийняла до команди Ландана, який працює на федеральний уряд.
Випадково вчені виявляють, що шолом записує не тільки фізичні відчуття, а й емоції. Майкл записує свої спогади про часи з Карен, якими ділиться з нею, що призводить до їхнього примирення. Один із членів команди, Горді, записує свій сексуальний досвід за допомогою шолома та ділиться плівкою з колегами, включаючи Гела. Бажаючи особливих задоволень, Гел робить зациклену копію плівки, щоб відчувати неперервний оргазм. Він відтворює її вдома і виявляється не в змозі зняти шолом через сенсорне перевантаження. Майкл знаходить Гела та знімає з нього шолом, але колега вже зазнав незворотних пошкоджень мозку і його відправляють на пенсію. Військові тим часом випробовують шолом для швидкого тренування пілотів літаків.
У Ліліан стається інфаркт, коли вона працює сама. Розуміючи, що вона ось-ось помре, Ліліан записує свої відчуття на плівку та викликає Майкла телефоном. Після її похорону Майкл вирішує пережити відчуття Ліліан, але сам мало не помирає. Майкл модифікує обладнання, щоб відфільтрувати фізичні відчуття й побачити спогади Лілан. Люди Ландана стежать за дослідженнями і змушують Горді негайно показати роботу шолома. Ландан ігнорує попередження і Горді, переживаючи відчуття Ліліан, і помирає.
Алекс блокує запис переживань Ліліан і передає напрацювання військовим. Вони розробляють проєкт «Мозковий штурм» для тортур і промивання мізків шляхом демонстрації найгірших страхів. Майкла та Карен Алекс звільняє. Тоді Майкл намагається зламати комп'ютери лабораторії, а Гел підказує що саме шукати. Майкл бачить запис тортур і негайно знімає шолом. Але незабаром син Майкла та Карен, Кріс, одягає шолом і його госпіталізують. Алекс заперечує будь-яку інформацію про проект «Мозковий штурм», а потім повідомляє Майклу про смерть Горді.
Майкл клянеться знищити свою роботу та звертається за допомогою до Карен та Гела. Майкл і Карен вирушають на курорт під виглядом, що взяли відпустку. Майкл підмикається до комп'ютера в лабораторії через іншу телефонну лінію, а Карен зламує систему, саботуючи роботів, які виробляють шоломи, та блокує виходи з лабораторії. Гел та його дружина Венді надсилають останні інструкції Карен, щоб вивести з ладу обладнання лабораторії раз і назавжди.
Карен домовляється з Майклом про зустріч біля телефонної будки. Майкл, вирішує переглянути до кінця спогади Ліліан і бачить як її свідомість подорожує крізь Всесвіт, зустрічає янголів і душі інших померлих, які летять у велике космічне Світло. Отямившись в обіймах наляканої Карен, він шепоче: «Поглянь на зорі!» Ця сцена, збережена в спогаді, летить крізь Всесвіт.

## Сприйняття
Попри, в цілому, прохолодне сприйняття, «Мозковий штурм» був відзначений кінопремією «Сатурн» у двох категоріях: «Найкраща жіноча роль»  (Луїза Флетчер) та «Найкраща музика фільму» (Джеймс Хорнер).